# وولکا (شهرستان سوواوکی)
وولکا (به لاتین: Wólka) یک روستا در لهستان است که در گمینا باکاواژوو واقع شده‌است. وولکا ۲۰ نفر جمعیت دارد.